# Lista do Patrimônio Mundial na Bielorrússia
A Organização das Nações Unidas para a Educação, a Ciência e a Cultura (UNESCO) propôs um plano de proteção aos bens culturais do mundo, através do Comité sobre a Proteção do Património Mundial Cultural e Natural, aprovado em 1972. Esta é uma lista do Patrimônio Mundial existente na Bielorrússia, especificamente classificada pela UNESCO e elaborada de acordo com dez principais critérios cujos pontos são julgados por especialistas na área. A Bielorrússia ratificou a convenção em 12 de outubro de 1988, tornando seus locais históricos elegíveis para inclusão na lista.
Atualmente, a Bielorrússia conta com 4 sítios inscritos na lista do Patrimônio Mundial; sendo 3 deles de interesse Cultural e 1 de interesse Natural. Além disto, os sítios Floresta de Białowieża e Arco Geodésico de Struve são de constituição extraterritorial por serem compartilhados com Polônia e Ucrânia, respectivamente. O sítio Floresta de Białowieża, inscrito em 1979, foi o primeiro bem do país incluído pelo Comitê do Patrimônio Mundial.

## Bens culturais e naturais
A Bielorrússia conta atualmente com os seguintes sítios declarados como Patrimônio Mundial pela UNESCO:
| | Floresta de Białowieża |
| Bem cultural inscrito em 1979; estendido em 1992 e 2014. |                        |
| Localização: Hrodna |                        |
| Este bem é compartilhado com Polónia. |                        |
| Localizada nos córregos divisórias entre as bacias hidrográficas que vão para o Báltico e o Mar Negro, esta vasta extensão de florestas antigas sempre verdes e decíduas abriga a rica fauna e, em particular, mamíferos raros como lobos, linces e lontras. Além disso, este local foi repovoado com bisões da Europa e agora conta com cerca de 300 espécimes. (UNESCO/BPI) |                        |

| | Complexo do Castelo de Mir |
| Bem cultural inscrito em 2000. |                            |
| Localização: Goradnia |                            |
| Este castelo começou a ser construído após o século XV em estilo gótico. As peças adicionadas e reconstruídas mais tarde são renascentistas e barrocas em grande estilo. Após um século de negligência e os graves danos sofridos na era napoleônica, o castelo foi restaurado no final do século XIX, adicionando novos elementos e transformando a área circundante em um parque. Sua aparência atual é um testemunho vivo de sua história turbulenta. (UNESCO/BPI) |                            |

| | Complexo Arquitectónico, Residencial e Cultural da Família Radziwill em Nesvizh |
| Bem cultural inscrito em 2005. |                                                                                 |
| Localização: Minsk |                                                                                 |
| O complexo arquitetônico, residencial e cultural de Nesvizh, outrora pertencente à família Radziwill, está localizado no centro da Bielorrússia. Da família Radziwill, que construiu este complexo no século XVI e o preservou até 1939, algumas personalidades eminentes da história e cultura do Velho Continente vêm. Sob seu impulso, a cidade de Nesvizh exerceu uma grande influência sobre as artes plásticas, o artesanato e a arquitetura. O conjunto compreende o palácio e a igreja de Corpus Christi, o mausoléu da família. O primeiro consiste em dez edifícios diferentes que passaram a constituir um único conjunto arquitetônico, disposto em torno de um pátio hexagonal. As mansões que compõem este conjunto e a igreja corpus Christi foram modelos que influenciaram a arquitetura de toda a Europa Central e Rússia. (UNESCO/BPI) |                                                                                 |

| | Arco Geodésico de Struve |
| Bem cultural inscrito em 2005. |                          |
| Localização: Hrodna / Brest |                          |
| Este bem é compartilhado com Estónia, Finlândia, Letônia, Lituânia, Moldávia, Noruega, Rússia, Suécia e Ucrânia |                          |
| O arco geodésico de Struve é um conjunto de triangulações que abrange dez países, abrangendo 2.820 km, desde hammerfest (Noruega) até o Mar Negro. Composto pelos pontos de triangulação entre 1816 e 1855 pelo astrônomo Friedrich Georg Wilhelm Struve, este arco possibilitou a primeira medição precisa de um longo segmento do meridiano terrestre. Essa triangulação ajudou a definir e medir a forma exata da Terra e desempenhou um papel importante no avanço das ciências geológicas e na criação de mapas topográficos precisos. É um exemplo extraordinário de colaboração científica entre sábios de diferentes países, bem como um exemplo de cooperação entre vários monarcas europeus para o progresso científico. O arco primitivo consistiu em 258 triângulos e 265 pontos fixos principais. O local inscrito na Lista do Patrimônio Mundial compreende 34 dos pontos fixos originais indicados por diferentes meios: perfuração de rochas, travessias de ferro, montes e obeliscos. (UNESCO/BPI) |                          |